# Электронное нейтрино
Электронное нейтрино (обозначаются как νe) — элементарная частица, являющаяся одним из трёх видов нейтрино. Вместе с электроном составляет первое поколение лептонов.
До открытия других видов нейтрино, этим словом называли именно электронную разновидность нейтрино.

## Название
После предсказания, а затем и открытия второго нейтрино, возникла необходимость ввести в терминологию изменения, чтобы делать различия между разными типами нейтрино. Нейтрино, предсказанное Паули, в настоящее время называют «электронное нейтрино», а второй тип нейтрино — «мюонное нейтрино», так как оно возникает в реакциях вместе с мюонами. Кроме того, позже открыли и третий вид нейтрино — тау-нейтрино.